# Madagaskarbekassine
Die Madagaskarbekassine oder Madagaskar-Schnepfe (Gallinago macrodactyla) ist eine Vogelart aus der Familie der Schnepfenvögel (Scolopacidae). Sie brütet ausschließlich in Feuchtgebieten der östlichen Hälfte Madagaskars in Höhenlagen von der Küste bis in 2.700 Metern über dem Meer. Am häufigsten kommt sie in Höhen über 700 Metern vor. Sie ist ein Standvogel.

## Beschreibung
Die Madagaskarbekassine ist eine große, schwere Schnepfe, die ausgewachsen 29–32 cm lang wird, mit einem gedrungenen Körper und relativ kurzen Beinen. Die Oberseite, Kopf und Nacken sind gestreift und gemustert mit breiten dunklen Streifen und goldbraunen Federkanten. Die Streifen setzen sich über den Rücken fort. Der Bauch ist weiß mit einigen braunen Bändern an den Flanken. Der schwärzliche Schnabel ist sehr lang, gerade und ziemlich robust. Beine und Füße sind gelb-oliv oder grünlich-grau. Die Geschlechter ähneln sich und die juvenilen Männchen und Weibchen unterscheiden sich nur durch einige Fransen an den Flügeldecken.
Der Ruf ist ein raues hlip, wenn die Vögel abfliegen. Im Flugbild sieht man schmale graue Schwingenspitzen und eine sehr dunkle Flügelunterseite.
Die Madagaskarbekassine ist endemisch auf Madagaskar und ebenso die einzige Schnepfenart der Insel.

## Verhalten
Die Madagaskarbekassine baut ein napfförmiges Nest aus trockenem Gras in trockeneren Bereichen der sumpfigen Brutgebiete. Das Nest wird mit einem dichten Bausch aus Gras oder Binsen abgedeckt. Die Brutzeit erstreckt sich gewöhnlich auf die Monate zwischen Juli und Januar.
Der Vogel zeigt in der Balz ein sehenswertes Flugbild mit hohen Kreisflügen und einem kraftvollen Sturzflug, während dessen ein trommelartiges Geräusch zu hören ist, welches durch Vibrationen der äußeren Schwanzfedern hervorgerufen wird.
Die Schnepfe sticht mit ihrem langen Schnabel tief in den Schlamm auf der Suche nach Insekten und Würmern. Wenn sie erschreckt wird, erstarrt sie und ihre tarnende Befiederung löst ihre Konturen auf, sodass sie optisch mit der Umgebung verschmilzt. Wenn die Fluchtdistanz unterschritten wird, flieht sie in einer schnellen Zickzack-Flucht.

## Gefährdung und Schutz

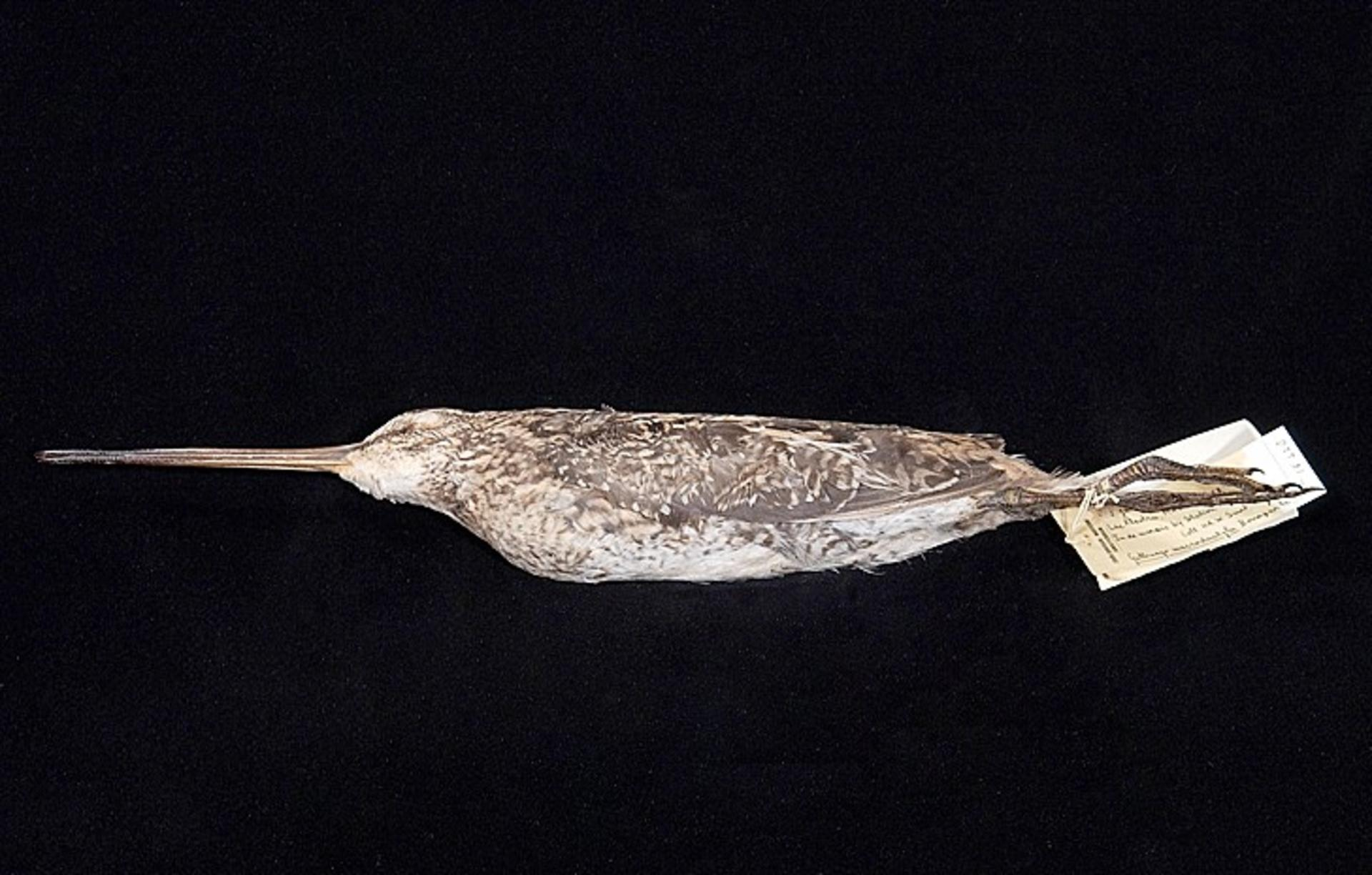
Balg einer männlichen Madagaskarbekassine

Der Vogel ist nicht häufig. Man schätzt die gesamte Population auf 1800–7500 Exemplare. Die Madagaskar-Schnepfe lebt in kleinen Gruppen von vier bis acht Tieren.
Durch die voranschreitende Umwandlung der Sümpfe in Reisanbauflächen ist der Vogel gefährdet. An einem der größten Feuchtgebiete im Verbreitungsgebiet, dem Lac Alaotra, wurden beispielsweise 250 km² der 350 km² Sumpfgebiete in Reisfelder umgewandelt. Außerdem wird die Schnepfe bejagt.